# بریتیش ریل کلاس ۹۱
بریتیش ریل کلاس ۹۱ (انگلیسی: British Rail Class 91) یک قطار خودگرانشی الکتریکی تندرو ساخت شرکت مهندسی راه‌آهن بریتانیا است.
این قطار که از سال ۱۹۸۸ تا ۱۹۹۱ تولید می‌شده دارای ۴٬۸۳۰ کیلووات توان خروجی و ۱۹٫۴۰۰ متر طول است.

## نگارخانه

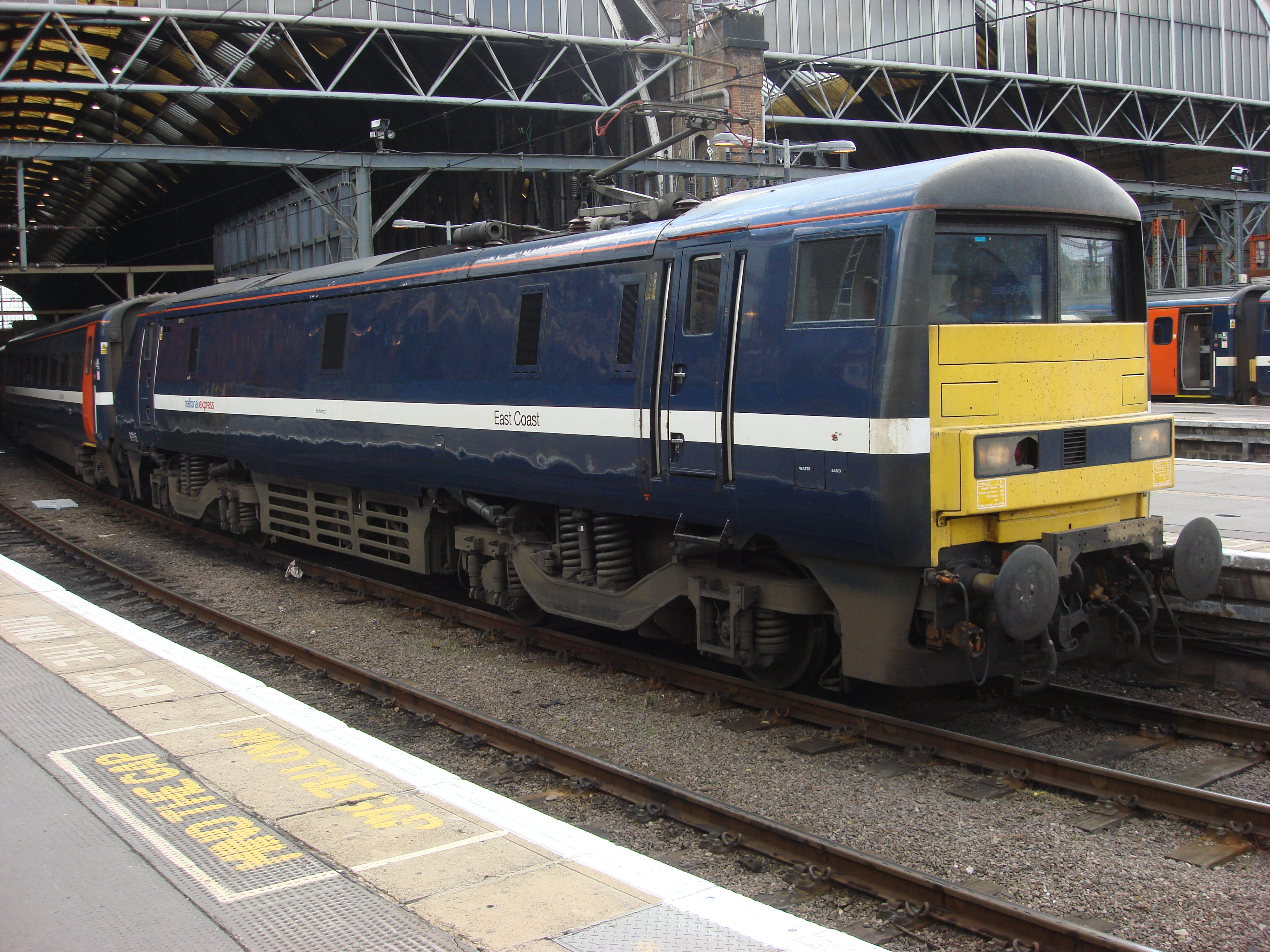
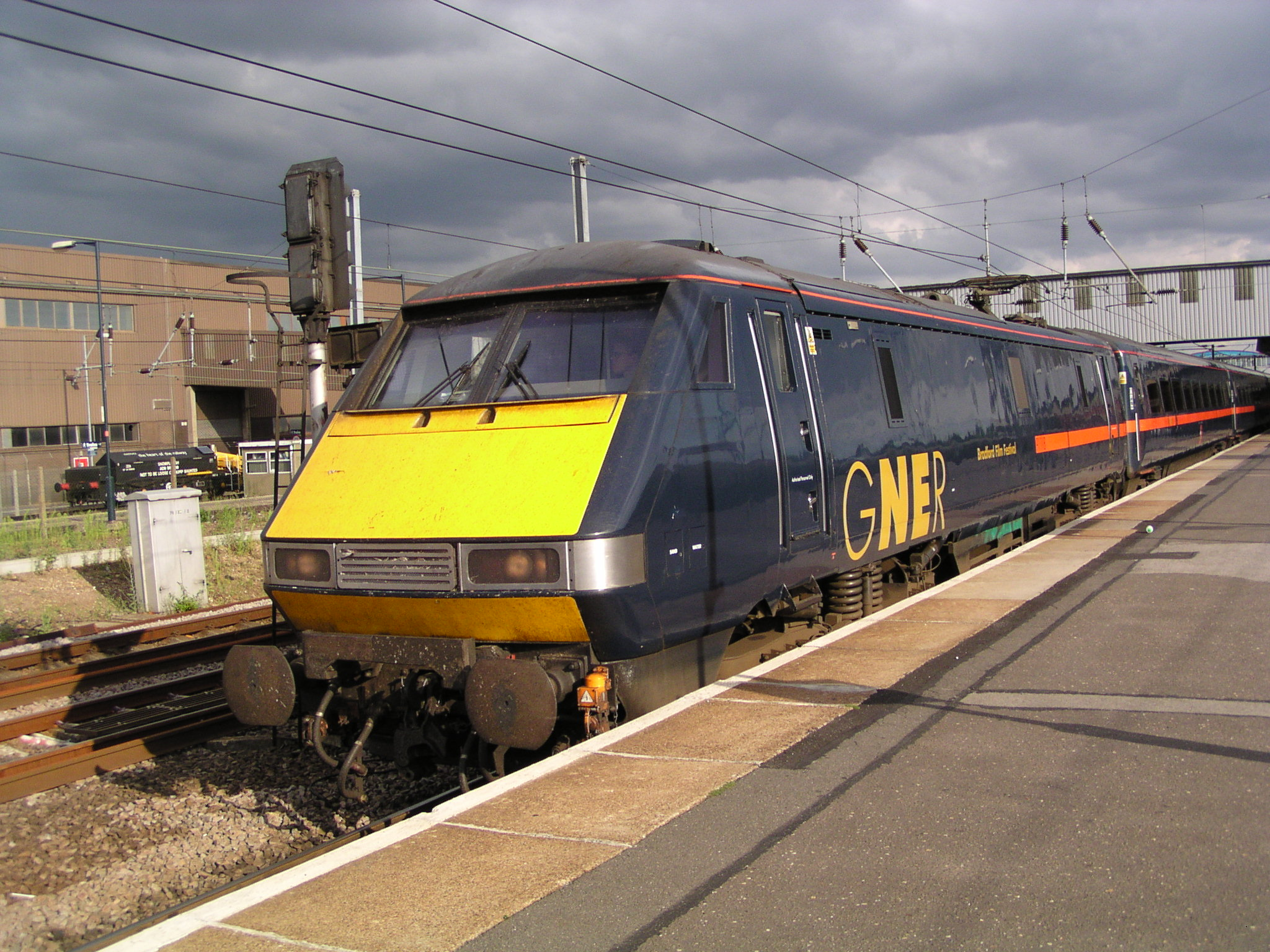